# Lepidium ramosissimum
Lepidium ramosissimum là một loài thực vật có hoa trong họ Cải. Loài này được A. Nelson mô tả khoa học đầu tiên năm 1899.